# Eirenis medus
Eirenis medus là một loài rắn trong họ Rắn nước. Loài này được Chernov mô tả khoa học đầu tiên năm 1940.